# Éthikes
Éthikes, en grec moderne : Αίθηκες, est un ancien dème du district régional de Tríkala, en Thessalie, Grèce. Depuis  2010, il est fusionné au sein du dème de Pýli.
Selon le recensement de 2011, la population du dème compte 1 022 habitants.